# X-Men ’97
A X-Men '97 2024-ben bemutatásra kerülő amerikai 2D-s számítógépes animációs szuperhős sorozat, amelyet Beau DeMayo alkotott. Az 1992 és 1997 között vetített X-Men című sorozat folytatása. 
Amerikában és Magyarországon 2024. március 20-án mutatta be a Disney+.

## Ismertető
Az X-Menek veszélyes új kihívásokkal néznek szembe, miután vezetőjük, X Professzor elhunyt.

## Szereplők

### Főszereplők
| Szereplő                       | Eredeti hang         | Magyar hang          | Leírás |
| ------------------------------ | -------------------- | -------------------- | --- |
| Scott Summers / Küklopsz       | Ray Chase            | Makranczi Zalán      | Az X-Men mutáns vezetője, akinek a szemei erős, rázó energiájú sugarakat bocsátanak ki. Küklopsz Xavier elvesztése után kész az X-Men vezetésére, mielőtt Magneto átvenné ezt a szerepet. |
| Jean Grey                      | Jennifer Hale        | Ruttkay Laura        | Erős telepatikus és telekinetikus mutáns, aki Küklopsz felesége, és egykor a Főnix nevű kozmikus lény gazdatestje volt. Küklopszhoz fűződő kapcsolatát Rozsomák érzései bonyolítják.      |
| Madelyne Pryor / Manó királynő | Jennifer Hale        | Ruttkay Laura        | Jean mutáns klónja, amelyet Mister Gonosz hozott létre. Madelyne megszüli Küklopsz fiát, Nathant, ami tovább bonyolítja a Jean-nel való kapcsolatát.                                      |
| Ororo Munroe / Ciklon          | Alison Sealy-Smith   | Pálmai Anna          | Egy erős mutáns, aki képes irányítani az időjárást, és akit "istennőként" írnak le. |
| Ellenség                       | Alison Sealy-Smith   | Pálmai Anna          | Negatív érzelmekből táplálkozó démon. |
| James Logan / Rozsomák         | Cal Dodd             | Bányai Kelemen Barna | Forrófejű mutáns regenerálódó gyógyulási faktorral, felfokozott érzékekkel, behúzható karmokkal és adamantiummal borított csontvázzal.                                                    |
| Kevin Sydney / Misztik         | J. P. Karliak        | Rohonyi Barnabás     | Mutáns metamorf, aki képes megváltoztatni a hangját és a megjelenését bármely személyére.                                                                                                 |
| Ann Marie / Vadóc              | Lenore Zann          | Veszelovszki Janka   | Mutáns, aki magába szívja azok emlékeit, erejét és energiáját, akiket megérint. |
| Hank McCoy / Szörnyeteg        | George Buza          | Király Attila        | Kék szőrű mutáns zseni, emberfeletti erővel és mozgékonysággal. |
| Remy LeBeau / Mágus            | A. J. LoCascio       | Kuttner Bálint       | Mutáns és egykori tolvaj, aki robbanékony mozgási energiával képes feltölteni tárgyakat, beleértve a játékkártyáit is.                                                                    |
| Jubilation Lee / Napsugár      | Holly Chou           | Staub Viktória       | Az X-Men legfiatalabb tagja, aki tűzijátékszerű robbanásokat tud létrehozni. |
| Abscissa                       | Alyson Court         | Staub Viktória       | Jubilee régebbi verziója a "Motendo" videojáték világából |
| Lucas Bishop / Püspök          | Isaac Robinson-Smith | Papp Dániel          | Mutáns egy disztópikus jövőből, aki képes elnyelni a mozgási energiát, és azt rengésszerű lövésekké alakítja át.                                                                          |
| Eric Magnus Lensherr / Magneto | Matthew Waterson     | Harmath Imre         | Erős mutáns, aki irányítja a mágnesességet. Charles Xavier végrendeletében Magneto kapja meg az X-Men irányítását.                                                                        |
| Charles Xavier / X Professzor  | Ross Marquand        | Horányi László       | Az X-Men alapítója, akit egy merényletet követően az űrbe vittek, hogy a Shi'ar Birodalom meggyógyítsa.                                                                                   |
| Kurt Wagner / Árnyék           | Adrian Hough         | Kenéz Ágoston        | Vallásos, kék mutáns teleportáló képességekkel és nyúlékony kezekkel és lábakkal. |

### Mellékszereplők
| Szereplő                        | Eredeti hang                                                      | Magyar hang                         | Leírás |
| ------------------------------- | ----------------------------------------------------------------- | ----------------------------------- | --- |
| Roberto da Costa / Napfolt      | Gui Agustini                                                      | Szécsi Bence                        | Az X-Men által megmentett fiatal mutáns, aki képes napenergiát kilőni.                                                                             |
| Valerie Cooper                  | Catherine Disher                                                  | Peller Anna                         | Az Egyesült Nemzetek tisztviselője és az X-Men szövetségese.                                                                                       |
| Bolivar Trask                   | Gavin Hammon                                                      | Janicsek Péter                      | A Robotőrök alkotója. |
| Lord Araki                      | Gavin Hammon                                                      | Mertz Tibor                         | Shi'ar kancellár |
| Robotmester                     | Eric Bauza                                                        | Orbán Gábor                         | Szuperszámítógép. |
| Robotőr                         | Eric Bauza                                                        | Orbán Gábor                         | Mutánsvadász. |
| Trish Tilby                     | Donna Jay Fulks                                                   | Hábermann Lívia                     | Híradós riporter. |
| Amelia Voght                    | Donna Jay Fulks                                                   | Ténai Petra                         | Mutáns. |
| Nathaniel Essex / Mister Gonosz | Christopher Britton                                               | Szakács Tibor                       | Genetikai tudós a viktoriánus korabeli Londonból, aki mutáns DNS segítségével fejlesztette fel magát                                               |
| Daniel Lone Eagle / Alkotó      | Gil Birmingham                                                    | Welker Gábor                        | Mutáns, aki képes feltalálni a fejlett technológiát                                                                                                |
| Nina da Costa                   | Christine Uhebe                                                   | Dobra Mara                          | Roberto anyja. |
| Nathan Summers / Kábel          | Chris Potter                                                      | Olt Tamás Fáncsik Roland (fiatalon) | Küklopsz és Madelyne Pryor fia, aki csecsemőként a jövőbe került, miután megfertőződött egy techno-organikus vírussal.                             |
| Sebastion Gilberti / Bástya     | Theo James                                                        | Pataki Ferenc                       | Ember-gép hibrid, aki egy olyan emberi utópiát tervez, ahol a mutánsokat rabszolgasorba taszítják.                                                 |
| Robert Edward Kelly             | Ron Rubin                                                         | Fellegi Lénárd                      | Amerikai elnök. |
| Henry Peter Gyrich              | Todd Haberkorn                                                    | Tokaji Csaba                        | Megkísérelte meggyilkolni Xaviert |
| Ronan, a vádló                  | Todd Haberkorn                                                    | Tokaji Csaba                        | a Kree Birodalom magas rangú tagja. |
| Pióca                           | David Errigo Jr                                                   | Seder Gábor                         | Fiatal morlock, aki képes semlegesíteni más mutánsok erejét.                                                                                       |
| Dili                            | David Errigo Jr                                                   | Kerekes József                      | Interdimenzionális médiamogul, aki az X-Meneket használja fel hatalma táplálására.                                                                 |
| Gladiátor                       | David Errigo Jr                                                   | Lukács Dániel                       | A Shi'ar Birodalmi Gárda strontiánus vezetője. |
| En Sabah Nur / Apokalipszis     | Ross Marquand (Apokalipszis) Adetokumboh M'Cormack (En Sabah Nur) | Lukács Dániel                       | Az első mutánsok, aki több ezer éves. |
| Amazaon                         | Courtenay Taylor                                                  | Réti Adrienn                        | A morlockok vezetője. |
| Illyana Rasputina / Varázs      | Courtenay Taylor                                                  | Pájer Alma Virág                    | Mutáns varázsló. |
| Rita Wayword / Spirális         | Abby Trott                                                        | Pájer Alma Virág                    | Dili személyi asszisztense. |
| Moira MacTaggert                | Martha Marion                                                     | Pájer Alma Virág                    | Skót genetikus, aki Genosha tanácsának tagja. |
| Emma Frost                      | Martha Marion                                                     | Menczel Andrea                      | Genosha tanácsának tagja. |
| Carl Denti / A Kivégző          | Lawrence Bayne                                                    | Megyeri János                       | Az Emberiség Barátai nevű mutánsellenes csoport vezetője                                                                                           |
| Sebastian Shaw                  | Travis Willingham                                                 | Fillár István                       | A Genosha tanácsának tagja. |
| Lilandra Neramani               | Morla Gorrondonna                                                 | Ligeti Kovács Judit                 | A Shi'ar Birodalom császárnője. |
| Cal'syee Neraman / Halálmadár   | Cari Kabinoff                                                     | Varga Klári                         | Lilandra testvére. |
| Askani anya                     | Gates McFadden                                                    | Varga Klári                         | Egy klán vezetője egy kietlen jövőben. |
| Ford                            | Jeff Bennett                                                      | Dézsy Szabó Gábor                   | Costa család komornyikja. |
| Rose                            | Kari Wahlgren                                                     | Bókai Mária Ténai Petra (fiatalon)  | Bástya anyja. |
| Zemo báró                       | Rama Vallury                                                      | Böröndi Bence                       | Az OZT tagja. |
| Steve Rogers / Amerika Kapitány | Josh Keaton                                                       | Széles Tamás                        | Második világháborús veterán, akit egy kísérleti szérummal szuper erőssévált, majd belefagyott a jégbe, mielőtt felébredt volna a modern világban. |
| Thunderbolt Ross                | Michael Patrick McGill                                            | Rosta Sándor                        | Az amerikai hadsereg tábornoka. |
| Hulk                            | J. P. Karliak                                                     | Rajkai Zoltán                       | Egy zseniális tudós, aki szörnyeteggé változik, amikor feldühödik vagy felizgatja magát, miután gamma-sugárzásnak van kitéve.                      |
| T'Chaka / Fekete Párduc         | Isaac Robinson-Smith                                              | Blahó Gergely                       | Vakanda királya. |

### Magyar változat
- Magyar szöveg: Imri László
- Szakértő: Aradi Gergely
- Hangmérnök: Bartkó Botond
- Vágó: Kajdácsi Brigitta
- Gyártásvezető: Gelencsér Adrienne
- Szinkronrendező: Tabák Kata
- Produkciós vezető: Hagen Péter
- Művészeti vezető: Maciej Eyman

A szinkront a Mafilm Audio Kft. készítette.

## Epizódok
| # | Cím                                                                | Rendező             | Író                             | Premier                             |
| --- | ------------------------------------------------------------------ | ------------------- | ------------------------------- | ----------------------------------- |
| 1. | Hozzám, X-Men! (To Me, My X-Men)                                   | Jake Castorena      | Beau DeMayo                     | 2024. március 20. 2024. március 20. |
| Egy év telt el a Professzor távozása óta, és a mutánsok iránti szimpátia egyre nőtt a professzor vélt halála után. Az új változások közé tartozik Bishop csatlakozása a csapathoz és Jean Grey teherbe esése; valamint az, hogy a csapatot törvényileg is jóváhagyták. Az X-Men megment egy fiatal mutánst, Robertót az Emberiség Barátai elől. Mivel látják, hogy Robotőr-technológiával szerelték fel őket, a csoport Gyrich elméjében Trask tartózkodási helyét kutatja; Jean eközben szörnyű előérzetet kap. Ez elvezeti őket egy roncstelepre, ahol Trask egy lobotomizált Mesterformás segítségével újjáépíti az Robotőröket. Az elromlott gépek nem bizonyulnak ellenfélnek, Traskot elfogják és átadják az elnöknek, hogy bíróság elé állítsák. Küklopsz és Jean azon gondolkodik, hogy elhagyja a csapatot, hogy fiuk békésen, a mutánsok gyűlöletétől távol nevelkedhessen. Másnap Magneto elárulja, hogy Xavier professzor ráhagyta az Intézet irányítását, és rábízta az X-Men vezetését. |                                                                    |                     |                                 |                                     |
| 2. | A mutánsfelszabadítás kezdete (Mutant Liberation Begins)           | Chase Conley        | Beau DeMayo                     | 2024. március 20. 2024. március 20. |
| Miközben megpróbál megfelelni Xavier örökségének, Magneto embereket és mutánsokat egyaránt ment, és tartózkodik a mutánsellenes militánsok megölésétől. Küklopsz és Jean bizalmatlanok vele szemben, ezért Magneto megfigyelés alatt marad, míg Vadóc együtt érez a küzdelmeivel. Amikor a Valerie Cooper vezette ENSZ-erők megérkeznek az Intézethez, hogy letartóztassák Magnetót a múltbeli terrorizmusáért, ő békésen megadja magát, remélve, hogy elnyeri az X-Men és az emberiség bizalmát. Az ENSZ székházában tartott tárgyalásán a FoH támadást rendez az épület ellen. Vezetőjük, A Kivégző megpróbál egy hatástalanító sugárzást lőni Magnetóra, de Ciklon elviszi helyette a találatot. Magneto megállítja a támadást, ami után az ENSZ kegyelmet ad neki, és megvitatják a mutáns nemzet, Genosha integrálásának lehetőségét. Eközben Jean vajúdni kezd, Vadóc pedig kénytelen magába szívni egy szülészorvos tudását, amikor az nem hajlandó világra hozni egy mutáns babát. Jean fiút szül, akit Nathan-nek nevez el. Amikor Szörnyeteg tájékoztatja Ciklont, hogy A Kivégző robbanása végleg leépítette az erejét, elhagyja a csapatot, hogy új értelmet találjon az életének. Miközben az X-Menek a döntéséről beszélgetnek, egy Jeanra hasonlító nő hirtelen megjelenése lepi meg őket. |                                                                    |                     |                                 |                                     |
| 3. | A tűzben született (Fire Made Flesh)                               | Emi Yonemura        | Beau DeMayo és Charley Feldman  | 2024. március 27. 2024. március 27. |
| Az X-Men befogadja a Jean hasonmást, és Szörnyeteg megállapítja, hogy ő az igazi Jean. Mister Gonosz kapcsolatba lép a másik Jeannel, és kiderül, hogy ő egy klón. Gonosz átveszi az irányítást a klón Jean felett, aki átalakul a Manó Királynővé, és magával viszi Nathant is. A Manó Királynő szörnyű látomásoknak teszi ki az X-Meneket, mielőtt az igazi Jean telepatikusan szembeszáll a klónjával. Misztik elvezeti az X-Meneket Gonosz egyik laboratóriumába, ahol rátalálnak, hogy egy vírussal fertőzi meg Nathant, abban a hitben, hogy az sebezhetetlenné teszi és a végső mutánssá teszi. Jean ismét telepatikusan szembesíti a Manó Királynőt, emlékeztetve őt a közös emlékeikre, a jó és a rossz emlékeikre. A Manó Királynő kitör Gonosz irányítása alól és ellene fordul, de Nathan súlyosan megfertőződik a vírustól. A klón Jean és Küklopsz elküldi Nathant a jövőbe Püspökkel, abban a reményben, hogy ott találnak gyógymódot, majd a klón Jean elhagyja a kastélyt, és felveszi a Madelyne Pryor nevet. Egy texasi bárban Ciklon találkozik Alkotóval, aki azt mondja neki, hogy vissza tudja állítani az erejét. |                                                                    |                     |                                 |                                     |
| 4. | Motendo / Vihar után - 1. rész (Motendo / Lifedeath – Part 1)      | Chase Conley        | Beau DeMayo és Charley Feldman  | 2024. április 3. 2024. április 3.   |
| A 18. születésnapja reggelén Napsugár és Roberto egy videojátékba kerül Dili által. A játék béta verziójából származó, Abcissa nevű digitális másolat, Napsugár segítségével a páros átverekszi magát a játékon, és legyőzi Dilit, mielőtt Spirális visszaküldi őket a való világba. Ezután Napsugár megcsókolja Robertót. Eközben Ciklon Alkotó farmjára megy, hogy alávesse magát egy eljárásnak, amely az erejét hivatott helyreállítani, de nem sikerül. Miután a férfi bevallja, hogy korábban feltalálta az erőt semmissé tevő technológiát, a feldühödött Ciklon megpróbál távozni, de Ellenség visszahozza őt. |                                                                    |                     |                                 |                                     |
| 5. | Jegyezd meg! (Remember It)                                         | Emi Yonemura        | Beau DeMayo                     | 2024. április 10. 2024. április 10. |
| Küklopsz és Jean eltávolodtak egymástól, nem tudták összeegyeztetni külön életüket. Rontja a helyzetet, hogy a lány felfedezi, hogy a férfi telepatikusan kommunikál Madelyne-nel, és elkezd érzelmeket táplálni Rozsomák iránt. Eközben, miután Genosha felvételt nyer az ENSZ-be, Magneto, Vadóc és Mágus az országba utazik, ahol Vadóc és Mágus újra találkozik Madelyne-nel és Árnyékkal, míg Magneto találkozik a genoshai tanáccsal, akik őt szeretnék vezetőjükké tenni. Azzal a feltétellel egyezik bele, hogy Vadóc mellette szolgál. Miután elmondja Mágusnak a tervet, és bevallja, hogy korábban már volt közös múltja Magnetóval, Vadóc a beiktatási gálán visszautasítja Magneto ajánlatát. Kábel megérkezik, hogy figyelmeztesse az X-Meneket a közelgő támadásra, de visszaküldik a jövőbe. Ennek közepette Madelyne rájön, hogy Kábel a felnőtt Nathan. Hirtelen megjelenik egy vad Robotőr megtámadja Genoshát, látszólag megölve Madelyne-t és tucatnyi más mutánst. Magneto és Mágus feláldozzák magukat, hogy megvédjék a morlockokat, illetve elpusztítsák a vad Robotőrt, Vadóc pedig összetört szívvel távozik. |                                                                    |                     |                                 |                                     |
| 6. | Vihar után - 2. rész (Lifedeath – Part 2)                          | Chase Conley        | Charley Feldman                 | 2024. április 17. 2024. április 17. |
| A Kree-Shi'ar háború alatt Lilandra Neramani bejelenti eljegyzését Xavier professzorral. Mivel nem akarja elfogadni, hogy nővére egy terrannal házasodjon össze, Halálmadár a M'Dashaa rítusra hivatkozik, és kihívja Xaviert, hogy tisztítsa meg minden földi emlékét, hogy bizonyítsa hűségét a Shi'ar Birodalomhoz. Mivel Xavier nem hajlandó lemondani az X-Men emlékeiről, a Királyi Gárda és Halálmadár között harc alakul ki, mígnem Xavier mindenkit az Asztrálsíkra vonszol, hogy az együttélésre oktassa őket. Miután látomást kap Mágus haláláról, Xavier lefújja az eljegyzést, és kéri, hogy minél hamarabb térjen vissza a Földre. Arizonában Ciklon és Alkotó egy ritka kaktuszt keresnek, hogy kigyógyítsák Alkotót az Ellenfél harapása okozta méregből. Ciklon megtalálja a kaktuszt egy barlangban, de amikor az Ellenfél sarokba szorítja, legyőzi félelmét, és visszanyeri erejét, hogy legyőzze az Ellenfelet. Nem sokkal hazatérése után Ciklon és Alkotó tudomást szereznek Robotmester Genosha elleni támadásáról, amelyről kiderül, hogy Mister Gonosz szervezte meg, és az emberek és mutánsok közötti háború kirobbantására irányuló tervének része. |                                                                    |                     |                                 |                                     |
| 7. | Csillogó szemek (Bright Eyes)                                      | Emi-Emmet Yonumura  | Charley Feldman és JB Ballard   | 2024. április 24. 2024. április 24. |
| Miközben az X-Menek Mágus temetését tartják, Vadóc dühösen keresi Gyrichet és Traskot. Miután információkat szerez Thunderbolt Ross tábornoktól és Amerika Kapitánytól, Vadóc Mexikóban megtalálja Gyrichet, és magába szívja az emlékeit. Gyrichet még aznap este megöli egy titokzatos férfi, aki Gonosszal dolgozik együtt. Miközben Genoshában segítenek a helyreállítási munkálatokban, az X-Menekkel kapcsolatba lép Trask, aki elmondja nekik, hogy Madripoorban van. Útközben elkapják Vadócot. Roberto és Napsugár meglátogatják Roberto édesanyját, és elmondják neki, hogy mutáns. A nő megkéri, hogy tartsa titokban a kilétét. Madripoorban az X-Men megtudja, hogy Gonosz és egy titokzatos "OZT" szervezet egy rendkívül fejlett Robotőr programot fejlesztett ki. Vadóc a halálba ejti Traskot, tudtán kívül aktiválva a programozást, amely ember-őrszem hibriddé változtatja. Kábel megérkezik, legyőzi Traskot, és elmagyarázza, hogy Gonosz egy nagyobb fenyegetéssel dolgozik, amit meg kell állítaniuk. Ez a fenyegetés Bástya, aki elárulja Gonosznak, hogy Xavier életben van az űrben, és hogy a Genosha-támadásban halottnak hitt Magneto is életben van, és Bástya foglya. |                                                                    |                     |                                 |                                     |
| 8. | Tolerancia és kihalás - 1. rész (Tolerance Is Extinction – Part 1) | Chase Conley        | Beau DeMayo és Anthony Sellitti | 2024. május 1. 2024. május 1.       |
| Az ENSZ nyilvánosságra hozza, hogy Xavier életben van, aminek hatására az Egyesült Államokban mutánsellenes lázadások törnek ki. Kábel elmagyarázza az X-Meneknek, hogy a genoshai mészárlás egy "abszolút pont" az időben, amelyet nem lehet megváltoztatni, és Bástya arra fogja használni, hogy 300 éves háborút indítson, amely a mutánsok leigázásához vezet egy emberi utópiában. A jövőből érkező nyomot követve Küklopsz, Jean és Kábel Harmonyba utazik. Megtudják, hogy Bástya azután fogant, hogy az apját megfertőzte egy techno-organikus vírus, amely egy ember-gép hibridet hozott létre, amely fejlettebb, mint a Robotőrök, Robotmester és Nimrod. Az ENSZ "Zéró Tolerancia hadművelet" tagjai aggodalmukat fejezik ki a mészárlás miatt, és megkérik Dr. Coopert, hogy figyelje meg Bástyát, aki elárulja neki, hogyan változtatja az embereket Traskhoz hasonló Szuper Robotőrökké. A Szuper Robotőrök világszerte aktiválódnak, mutánsokat támadnak meg, elfogják Napsugárt és Robertót, és felgyújtják Xavier iskoláját. A megrémült Cooper elengedi Magnetót, aki az Északi-sarkra utazik, és képességei segítségével hatalmas elektromágneses impulzust bocsát ki, ami világszerte leállítja az elektromosságot, és ezzel az összes Szuper Robotőröket hatástalanítja. Nem sokkal később Xavier visszatér a Földre, és magához hívja az X-Meneket, mivel rájön, hogy Magneto hadat üzent az emberiségnek. |                                                                    |                     |                                 |                                     |
| 9. | Tolerancia és kihalás - 2. rész (Tolerance Is Extinction – Part 2) | Emi-Emmett Yonemura | Anthony Sellitti                | 2024. május 8. 2024. május 8.       |
| Xavier némi bizalmatlansággal találkozik, de az X-Men arra koncentrál, hogy megállítsa Bástyát, és meggyőzze Magnetót, hogy fordítsa vissza a sötétséget. Magneto újra létrehozza mutáns menedékét az M aszteroidán, és úgy dönt, hogy a Földet áram nélkül hagyja, és elutasítja Xavier álmát a mutánsok és emberek együttéléséről. Meghívja az X-Meneket, hogy csatlakozzanak hozzá, amit Vadóc és Roberto meg is tesz. Az X-Men többi tagja visszatér korábbi bázisára, a Muir-szigetre, hogy átcsoportosuljanak, majd két csapatra oszlanak: Küklopsz Kék csapata az M aszteroidához megy, hogy szembeszálljon Magnetóval, míg Ciklon és Jean Arany csapata és Alkotó a Galápagos-szigeteken lévő Bástya rejtekhelyére tart, ahol Alkotó által épített nyakörv van, amely képes blokkolni Bástya technopátiáját, így megszakítva az Robotőrök feletti uralmát. Az Aranycsapat megküzd Gonosszal és a Robotőrök seregével, amelyet Bástya saját maga működtet. Gonosz átveszi az irányítást Kábel elméje felett, és arra használja, hogy legyőzze Jeant, aki kétségbeesett pszichikai üzenetet küld Küklopsznak. Az M aszteroidán Xavier megpróbálja átvenni az irányítást Magneto elméje felett, de megakadályozzák. Rozsomák leszúrja és súlyosan megsebesíti Magnetót, aki elkezdi letépni az adamantium fémet Rozsomák csontvázáról.                                                                                      |                                                                    |                     |                                 |                                     |
| 10. | Tolerancia és kihalás - 3. rész (Tolerance Is Extinction – Part 3) | Chase Conley        | Beau DeMayo és Anthony Sellitti | 2024. május 15. 2024. május 15.     |
| Mivel Rozsomák súlyosan megsérült, Xavier átveszi az irányítást Magneto felett, és visszaállítja az energiát a Földön, de Magneto elméje megtört. Jean összekapcsolódik a Főnix kozmikus erejével, és felhelyezi a nyakörvet Bástyára, ezzel elvágja a technopátiáját, és visszaállítja az Robotőrök emberségét. Ezután visszafordítja a Gonosz által magával végzett mutáns-növeléseket, és felszabadítja Kábelt az irányítása alól. Bástya elhatározza, hogy az M aszteroidát a Földbe csapja, és újabb kihalási eseményt okoz. Az amerikai kormány rakétákat indít az M aszteroidára, remélve, hogy elpusztítja, de ehelyett az aszteroida lezuhan. Xavier segítségével Magneto visszanyeri öntudatát, és visszaküldi az aszteroidát az űrbe. Az felrobban, és az X-Men nagy része feltehetően meghal. Hat hónappal később Püspök elmondja Alkotónak, hogy az X-Men csapdába esett az időben: Küklopsz és Jean a Kr.u. 3960-ban vannak, egy kietlen jövőben, ahol találkoznak Askani anyával és a fiatal Nathan-nel; Vadóc, Árnyék, Szörnyeteg, Xavier és Magneto pedig az ókori Egyiptomban, Kr.e. 3000-ben, ahol találkoznak En Sabah Nurral, Apokalipszis fiatal változatával. A jelenben Apokalipszis ellátogat Genoshára. |                                                                    |                     |                                 |                                     |

## A sorozat készítése
Larry Houston, az X-Men (1992-1997) című animációs sorozat producere és rendezője 2019 júniusában azt nyilatkozta, hogy ő és a kreatív csapat a Disney-vel tárgyal a sorozat újjáélesztéséről. Szerették volna ott folytatni a történetet, ahol az eredeti sorozat véget ért. A Disney leányvállalata, a Marvel Studios éppen az első animációs sorozatát, a Mi lenne, ha…? című sorozatot fejlesztette, és a vezetők elkezdtek tárgyalni arról, hogy mi lehetne a következő animációs projektjük. Az első felmerült ötlet az a sorozat újjáélesztése volt. Brad Winderbaum, a Marvel Studios streaming, televíziós és animációs részlegének vezetője elmondta, hogy több filmkészítő, aki korábban találkozott a Marvel Studios-szal, ezt a sorozatot említette próbakőnek. 2020 végén Beau DeMayo-t keresték meg, hogy nyújtson be egy pályázatot a felújításra, miután a Marvel Studios élőszereplős Disney+ minisorozatának, a Holdlovag (2022) írójaként dolgozott.
A sorozat az első X-Men-projekt a Marvel Studios részéről, mióta visszaszerezték a karakterek filmes és televíziós jogait a 20th Century Fox-tól, ami DeMayo szerint a karakterek és az eredeti animációs sorozat nagy meglévő rajongótábora miatt további nyomást gyakorolt a sorozatra. Eric és Julia Lewald szerint a Disney és a Marvel Studios a Disney+-on streamelhető eredeti sorozat sikerének tulajdonítható, hogy a Disney és a Marvel Studios gyorsított ütemben hajtotta végre az újjáélesztést.

## Érdekesség
A régi sorozat miatt, itt is néhány karakter nevét rosszul fordították és nem vették figyelembe a képregénybeli elnevezésüket. Ilyen Misztik (Morph), Szörnyeteg (Bestia), Mágus (Gambit), Napsugár (Jubilee), Püspök (Bishop), Mister Gonosz (Mr. Sinister), Alkotó (Forge), Dili (Mojo) és Amazon (Callisto).